# Mali i Thatë
Mali i Thatë (en macedonio: Сува Гора , Suva Gora ; en arrumano: Malethate, Malethata) es una montaña en el sureste de Albania; con una parte en el suroeste de Macedonia del Norte (conocida con el nombre de Galičica y declarada parque nacional) con una altitud máxima de 2287 metros. Limita con el lago Prespa al este, el lago Ohrid en el noroeste y domina la ciudad de Pogradec al oeste. Se extiende 25 km de norte a sur y tiene 8 km de ancho en su parte central. El pico más alto de Mali i Thatë es Pllaja e Pusit (que significa "meseta del pozo") y alcanza una altitud de 2287 m (7503 pies) sobre el nivel del mar. Se encuentra dentro de Albania, cerca de la frontera con Macedonia. Desde este alto pico, entre varias montañas de Albania, se pueden ver tanto el lago Ohrid como el lago Prespa, así como el tercer pico más alto de Macedonia del Norte, la montaña Baba o  montaña Pelister (2601 m). La montaña está compuesta casi en su totalidad por formaciones de piedra caliza mesozoica. Mali i Thatë tiene pendientes escarpadas (especialmente la cara occidental), mientras que su cresta es casi plana pero llena de cavidades kársticas.
La vegetación está formada principalmente por prados alpinos, mientras que en la cara oriental se encuentran bosques de hayas, robles y arbustos. Cerca del pueblo albanés de Goricë, el suelo es rico en minerales de caliza y bauxita de hierro. Durante la revuelta albanesa de 1911, la banda de Spiro Bellkameni derrotó a un contingente otomano en Mali i Thatë.